# NGC 5491B
NGC 5491B је галаксија у сазвежђу Девица која се налази на NGC листи објеката дубоког неба.
Деклинација објекта је + 6° 22' 20" а ректасцензија 14h 10m 57,7s. Привидна величина (магнитуда) објекта NGC 5491 износи 15,7 а фотографска магнитуда 16,7. NGC 5491B је још познат и под ознакама NPM1G +06.0411, PGC 214225.